# Jean-François Payen (né en 1957)
Pour les articles homonymes, voir Jean-François Payen, Payen et Garanderie.
Jean-François Payen de La Garanderie, dit Jean-François Payen, né en 1957 à Nantes, est un médecin français spécialisé en anesthésie et réanimation.

## Biographie
Jean-François Payen de La Garanderie est né à Nantes.
En 2001, il invente et publie l'echelle BPS (Behavioral Pain Scale) ; échelle d'évaluation de la douleur chez les malades sédatés artificiellement.
À partir de 2011, il dirige le service anesthésie-réanimation du centre hospitalier de Grenoble.
Il s'occupe pendant cinq mois et demi de Michael Schumacher, victime d'un grave accident de ski le 29 décembre 2013 à Méribel.
En 2017, il est récompensé du prix des Gueules cassées, remis par la Fondation du même nom.

## Titres et diplômes universitaires[4]
- Doctorat en médecine (1987)
- Assistant des hôpitaux - Chef de clinique à la faculté (1987)
- Diplôme d'études approfondies de biologie cellulaire (1988)
- Doctorat ès sciences, université Joseph-Fourier (UJF) (1992)
- Diplôme d'habilitation à diriger les recherches (1994)
- Professeur des universités - Praticien hospitalier (1996)
- Prime d'excellence scientifique (2013)